# 千歳東インターチェンジ

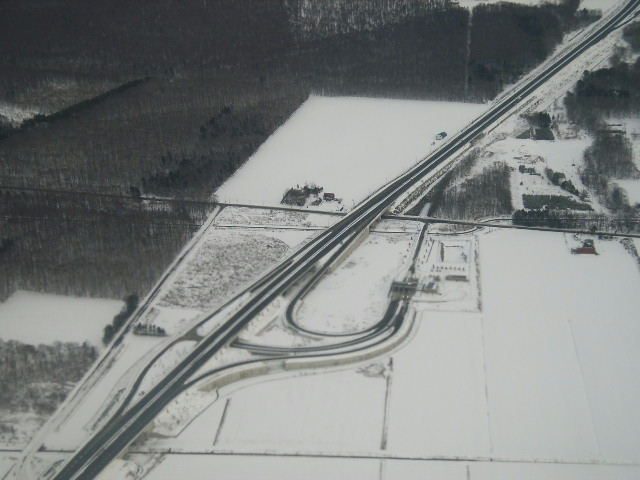
上空から見た千歳東IC（2005年1月）。右上が帯広・夕張方面、左下が千歳恵庭JCT方面。道央圏連絡道路の中央ランプは建設前。

千歳東インターチェンジ（ちとせひがしインターチェンジ）は、北海道千歳市中央にある道東自動車道のインターチェンジ (IC)。
IC出入口で道央圏連絡道路（国道337号バイパス）の中央ランプに接続しており、新千歳空港までの所要時間は約9分となっている。

## 歴史
- 1999年（平成11年）10月7日：千歳恵庭JCT - 夕張IC間の開通に伴い供用開始[2]。
- 2010年（平成22年）12月18日：道央圏連絡道路（新千歳空港関連）中央ランプが供用開始[1]。
- 2020年（令和2年）3月7日：道央圏連絡道路（泉郷道路）中央ランプ - 南長沼ランプ間が開通。

## 周辺
- キウス周堤墓群

## 接続する道路

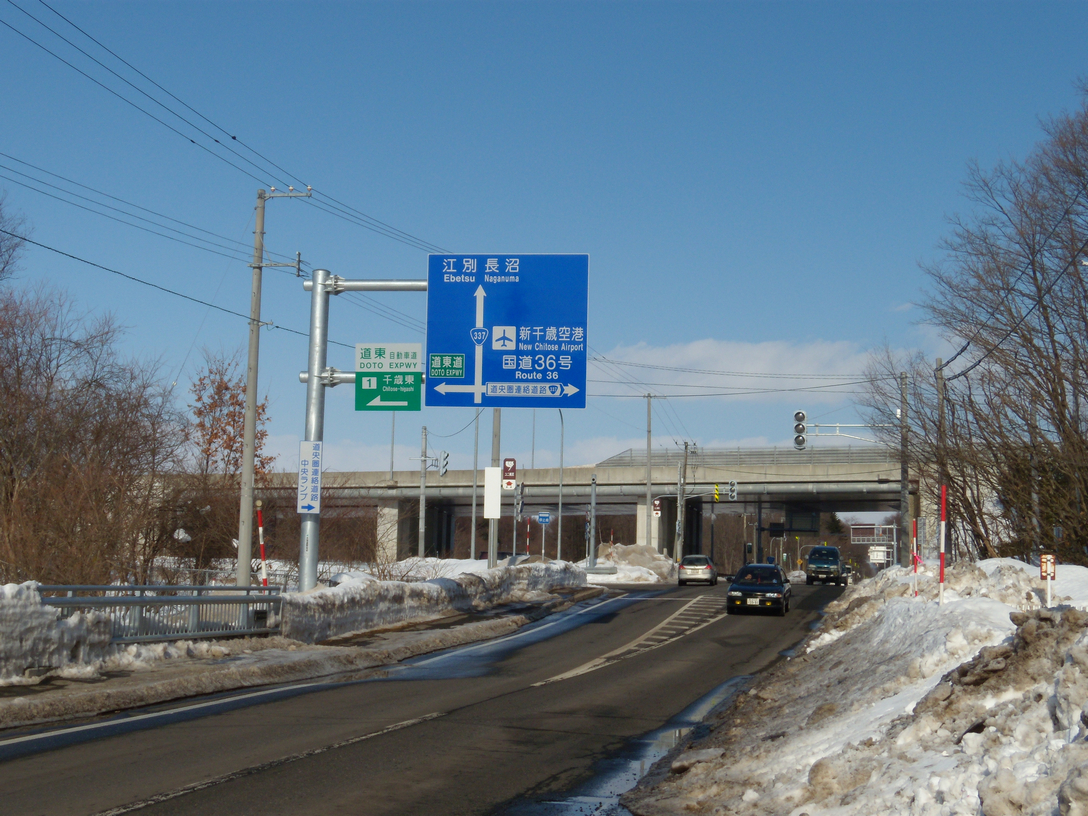
千歳東IC出入口（写真左手）と中央ランプ出入口（写真右手）。写真奥が国道337号長沼方面、手前が国道337号千歳市街方面（2011年2月）。

- 国道337号
  - 道央圏連絡道路 中央ランプ

## 隣
E38 道東自動車道
(25) 千歳恵庭JCT - (1) 千歳東IC - キウスPA - (2) 追分町IC